# Durio graveolens
Durio graveolens Becc., 1889, soprannominato anche Durian rosso, Durian arancione o Durian giallo è un albero della famiglia delle Malvacee. L'epiteto specifico graveolens deriva dal latino « gravis » (pesante, forte) et « olens » (sentore), in quanto il frutto ha un odore forte. È una delle specie di Durio denominate dal botanico italiano Odoardo Beccari.

## Descrizione

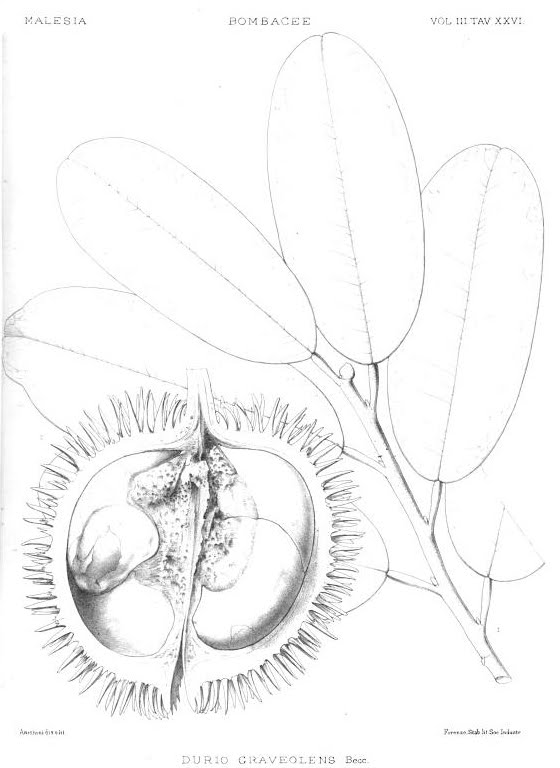
Schizzo di frutto e foglie di D. graveleons realizzato da Odoardo Beccari, contenuto nel libro del 1890 "Malesia"

L'albero di Durio graveolens condivide molte caratteristiche con Durio dulcis. L'albero abita la canopea, crescendo fino ai 50 metri d'altezza. Il tronco ha un diamentro di 85–100 cm. I frutti sono ricoperti da spine con un diametro di circa 1 cm. Tipicamente il frutto si apre sull'albero, ma talvolta bisogna aspettare che cada per aprirlo manualmente. Il colore della polpa varia dal giallo chiaro, all'arancio, al rosso acceso.

## Conservazione
La Lista rossa IUCN classifica Durio graveolens come specie vulnerabile.